# Анна Французская (императрица Византии)
А́нна (Агне́с) Францу́зская (фр. Agnès de France; 1171 — 1220 или после 1240) — дочь короля Франции Людовика VII от его третьей жены Адели Шампанской. Была младшей сводной сестрой Марии, Алис Французской, Маргариты и Адели, а также младшей сестрой Филиппа II Августа.

## Биография
Первые годы её жизни протекали зимой в Париже, а летом в Корбейли или в Этампе. Фридрих I Барбаросса хотел женить на ней своего сына Генриха, но это предложение вызвало протест папы Александр III, который предложил своего кандидата в лице сына константинопольского императора.
Весной 1179 года 8-летняя Агнеса покинула Францию и в сопровождении греческих придворных отправилась в Геную, откуда на галерах в Константинополь. По её прибытии свадьба была отложена на год. Живя при роскошном византийском дворе изучала риторику, философию, математику, богословие, медицину и астрономию. Изучив греческий язык, познакомилась с греческими классиками и читала «жития святых», бывшие тогда в большой моде. Особое внимание уделяли преподаванию ей этикета, её учили как надо императрице «говорить, ходить, смеяться, одеваться, стоять, сидеть на троне».
2 марта 1180 года в Софийском соборе состоялась венчание принцессы Агнесы с византийским наследником Алексеем (1169—1183), а после в большом Константинопольском дворце была отпразднована пышная свадьба. С этого дня принцессу больше не называли Агнесой, ей дали новое имя Анна. В сентябре 1180 года умер император Мануил I, не назначив никого регентом. Управление государством оказалось в руках овдовевшей императрицы Марии и её фаворита, племянника покойного императора Алексея Комнина. Двор обратился в гнездо интриг и личных интересов. Всеми покинутая малолетняя Агнеса была предоставлена женам придворных. Весной 1181 году дочь покойного императора от первого брака Мария Порфирородная составила против мачехи заговор, который вылился в народное восстание и был остановлен патриархом Феодосием. В апреле 1182 года в Константинополь вступил вечный мятежник Андроник I Комнин (1118—1185), двоюродный брат Мануила, всю жизнь мечтавший о троне императора.

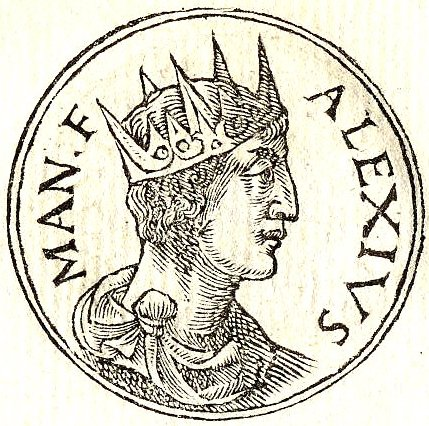
Алексей II Комнин

Присягнув на верность 13-летнему племяннику Алексею II, он стал регентом. Сначала Андроник хотел царствовать вместе с ним, удалив всех конкурентов, но потом решил избавиться от неспособного, слабого императора. В октябре 1183 года его сторонники, Трипсих и Дадибрин, убили юного Алексея, задушив тетивой от лука. Положение 12-летней Агнесы было трагично, но она была сестрой французского короля и это соблазнило Андроника. Он хотел женить на ней своего сына Мануила, но последний отказался. Тогда в конце 1183 года 65-летний Андроник I сам женился на юной вдове. Обряд бракосочетания состоялся в Софийском соборе и вызвал возмущение в Европе, но король Филипп II Август промолчал. Андроник, вообще человек жестокий, обращался с женой мягко, он хотел ей нравиться, окружил роскошью и она не жаловалась на свою участь.

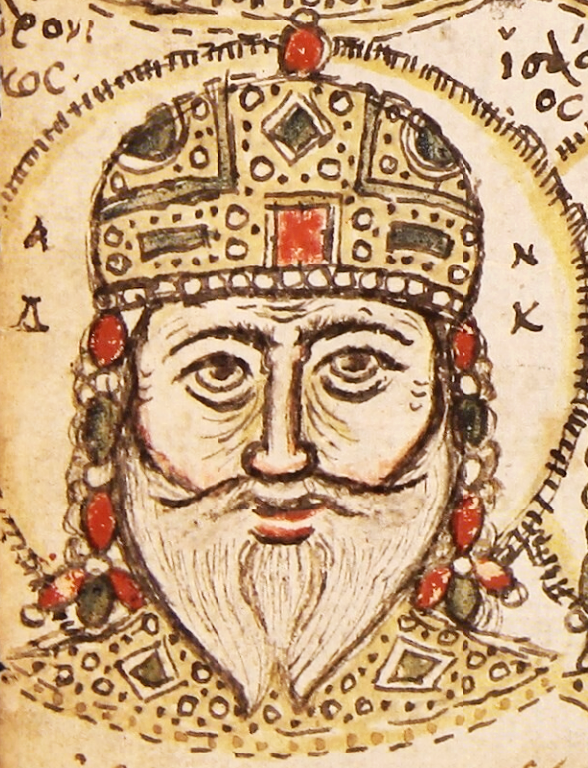
Андроник I Комнин

После свержения последнего в 1185 году Агнеса осталась при византийском дворе. Сперва она скрывалась в доме полководца Алексея Враны, друга  Андроника. Он был женат на племяннице императора Мануила и Агнеса попала под влияние этой образцовой женщины. После коронации Исаака II она поселилась во дворце, где проживали последовательно все развенчанные императрицы. До 1187 года её жизнь протекала мирно, пока её друзья не запутали в политическом водовороте. Алексей Врана был провозглашен своими солдатами императором и начал вести осаду Константинополя. Его поддержали все провинции и он бы победил, если бы не Конрад Монферратский. В результате Алексей Врана был убит. Начались репрессии, но ради восстановления порядка император объявил всеобщую амнистию, куда попала и семья Враны. В 1188 году сын Алексея Враны полководец Федор, находился во главе войск в войне против немцев. Вернувшись в Константинополь, на почве политических взглядов он сблизился с Агнесой.
Согласно европейской хронике в 1193 году она стала любовницей полководца Феодора Враны. Он открыто перед двором содержал императрицу, но не мог на ней жениться, так как она потеряла бы приданое, полученное от её родителей и которое было единственным её богатством. Эта любовь со временем перешла в долголетнюю связь. В марте 1195 года Феодор Врана был во главе заговора против императора Исаака, который был ослеплен и заточен в тюрьму. Вместо него был избран его брат Алексей III Ангел. Во время царствования последнего Феодор Врана был любимцем двора и Агнеса, хотя терявшаяся рядом с блестящей императрицей Ефросинией, разделяла могущества своего любовника.
После четвёртого крестового похода и захвата Константинополя в 1203 году Исаак II вернул себе трон. Французские войска, расположившись лагерем, принимали у себя и посещали императора и его сына, а Агнеса, как родственница императрицы венгерской и французских принцев, играла главную роль. Вместе с ней разделял почести Феодор Врана.
В январе 1204 года Исаак II вновь потерял трон и его место занял Алексей V Дука, который приказал задушить сына Исаака Алексея. Но этот поступок не привел к миру, французы и греки продолжали сражаться. В апреле 1204 года крестоносцы начали штурм Константинополя и император Алексей V бежал из города. В этой войне Феодор Врана поддерживал французов и оказывал поддержку для создания Латинской империи. Главным его местом пребывания был город Апры.
Балдуин I Фландрский дал ему средства на содержание армии и обеспечил Агнесу. Летом 1204 года они поженились. В 1206 году в результате наступления болгарского короля Калояна Апры подверглись осаде и были уничтожены огнем. Феодору Вране удалось бежать в Константинополь, где к нему явился тайный посол адрианопольских греков. Они просили Феодора Врану поблагодарить за них Генриха I Фландрского и предложили ему, как родственнику французского короля, принять господство над Адрианополем. Таким образом Агнесса послужила звеном для заключения мира между греками и французами. В 1208 году она смогла поселиться в Адрианополе, где её жизнь протекала достаточно спокойно. В 1218 или 1219 году она выдала свою дочь Вранину (1205—1239) замуж за Наржо де Туси, в этом браке был сын и три дочери. Феодор Врана последний раз упоминается в хрониках в 1219 году. Точная дата смерти Агнесы неизвестна, называются как 1220 год, так и период после 1240 года.